# Džat
Džat (hebrejsky ג'ת, arabsky جت, v oficiálním přepisu do angličtiny Jatt) je místní rada (malé město) v Izraeli, v  distriktu Haifa, které bylo v letech 2003–2011 sloučeno se sousední obcí Baka al-Garbija do města Baka-Džat.

## Geografie
Leží v nadmořské výšce 50–110 metrů na pomezí pobřežní nížiny a pahorků v předpolí Samařska, cca 45 kilometrů severovýchodně od centra Tel Avivu, cca 45 kilometrů jihojihovýchodně od Haify a cca 12 kilometrů východně od Chadery. Město je situováno na dotyku se Zelenou linií, která odděluje Izrael v jeho mezinárodně uznávaných hranicích od území Západního břehu Jordánu. Počátkem 21. století bylo ale od Západního břehu území Izraele v tomto regionu odděleno pomocí bezpečnostní bariéry. Na západě je obklopeno zemědělsky obhospodařovanou krajinou. Severně od města protéká Nachal Chadera. Společně se sousedním městem Baka al-Garbija vytváří souvisle zastavěnou aglomeraci.
Džat je situován v oblasti nazývané Trojúhelník, obývané izraelskými Araby. Jižně odtud se nachází například další arabské město Zemer (mezi nimi ovšem stojí židovská vesnice Magal). Na severu pak arabská sídla pokračují v regionu Vádí Ara. Osídlení na západní straně je převážně židovské.
Město je na dopravní síť napojeno pomocí místní silnice číslo 574. Na západním okraji míjí obec nová dálnice číslo 6 (takzvaná "Transizraelská dálnice").

## Dějiny
Vesnice Džat byla založena roku 1782. V roce 1949 se po podepsání dohod o příměří, které ukončily první arabsko-izraelskou válku stala tato oblast součástí státu Izrael, přičemž ale místní arabská populace byla zachována.
Po roce 1949 se Džat rozrůstal a roku 1959 byl povýšen na místní radu (malé město).
Roku 2003 bylo sloučením dvou historických obcí Baka al-Garbija a Džat utvořeno město Baka-Džat. Vytvoření města bylo součástí programu izraelské vlády, v jehož rámci mělo dojít ke slučování obcí a tím k zefektivnění místní správy a samosprávy. Aliance se ovšem neosvědčila a k roku 2011 se obě historická sídla opětovně osamostatnila.

## Demografie
Džat je město s ryze arabskou populací, zcela tvořenou arabskými muslimy. Jde o menší sídlo městského typu s trvalým růstem. K 31. prosinci 2017 zde žilo 11 600 lidí.
| Rok            | 1922 | 1931 | 1945  | 1955  | 1961  | 1972  | 1983  | 1995  | 2000  | 2001  | 2002  | 2011   | 2012   | 2013   | 2014   | 2015   | 2016   | 2017   |
| -------------- | ---- | ---- | ----- | ----- | ----- | ----- | ----- | ----- | ----- | ----- | ----- | ------ | ------ | ------ | ------ | ------ | ------ | ------ |
| Počet obyvatel | 680  | 780  | 1 120 | 1 800 | 2 233 | 3 441 | 4 724 | 6 861 | 8 200 | 8 390 | 8 700 | 10 300 | 10 700 | 10 700 | 10 900 | 11 200 | 11 400 | 11 600 |

* údaje za roky 1955, 2000, 2002 a od roku 2011 zaokrouhleny na stovky